# Calyptogena extenta
Calyptogena extenta is een tweekleppigensoort uit de familie van de Vesicomyidae. De wetenschappelijke naam van de soort is voor het eerst geldig gepubliceerd in 1996 door Krylova & Moskalev.